# Brusna (struga)
Brusna – struga w północno-zachodniej Polsce, w województwie zachodniopomorskim, w powiecie świdwińskim, na obszarze gminy Połczyn-Zdrój; lewy dopływ Dębnicy.
Źródła strugi znajdują się na Pojezierzu Drawskim na południowy zachód od wsi Brusno, skąd płynie w kierunku tejże wsi. Następnie płynąc w kierunku północno-zachodnim omija wzniesienie Skąpa Góra i przed Jeziorem Popielewskim uchodzi do Dębnicy.
Obszar zalesionej doliny Brusny od wsi Brusno należy do specjalnego obszaru ochrony siedlisk "Dorzecze Parsęty", a cały obszar po którym płynie został objęty obszarem specjalnej ochrony ptaków "Ostoja Drawska".
Nazwę Brusna ustalono urzędowo w 1948 roku.